# Taza
Taza (em árabe: تازة; em tifinague: ⵜⴰⵣⴰ) é uma cidade do norte de Marrocos, capital da província homónima, que faz parte da região de Taza-Al Hoceima-Taounate. Em 2004 tinha 137 778 habitantes e estimava-se que em 2012 tivesse 156 768 habitantes.
Taza situa-se no chamado corredor ou passagem de Taza (em francês: trouée), uma planície estreita que separa as cadeias montanhosas do Rife, a norte, do Médio Atlas, a sul, à beira da extremidade nordeste do Parque Nacional de Tazekka, a pouco menos de 120 quilómetros por estrada a leste de Fez e 165 quilómetros a sul de Al Hoceima. Está ligada a Fez e Ujda pela autoestrada A9 e está previsto que em 2015 a via rápida R505 passe a ligar Taza com Al Hoceima e Nador. A linha ferroviária Fez-Ujda passa em Taza.
O corredor de Taza foi usado por vagas sucessivas de invasores que, vindos de leste, se dirigiam para as planícies costeiras do noroeste de África.
A cidade esteve durante algum tempo separada em duas: a cidade antiga ergue-se rodeada de muralhas num planalto escarpado a pouco menos de 600 metros de altitude, enquanto que a cidade nova, criada pelos franceses na década de 1920, ocupa um planalto fértil a 445 metros de altitude.

## História

### Da Pré-história aos Idríssidas
fósseis e outros vestígios arqueológicos encontrados em à volta da cidade, como as grutas de Loghmari e a zona da ponte de Qarn Ennasrani, atestam que a ocupação humana remonta ao Paleolítico. Durante as escavações arqueológicas levadas a cabo durante o período colonial francês foram encontrados muitos artefatos que atualmente se encontram no Museu de Taza.
A posição estratégica e lugar de passagem entre o Rife e o Atlas, fez de Taza uma praça militar cobiçada pelos povos vindos de leste que desejavam conquistar as terras marroquinas, tendo a cidade passado pelas mãos de diversas dinastias que reinaram em Marrocos.
As tribos que habitavam a região de Taza e o vale do Inaouen (Ghiata, Sdarata, Tsoul, etc.), aliaram-se ao fundador da dinastia idríssida, Idris I (r. 788–791) o que tornou a cidade um ponto estratégico do Califado Idríssida.[carece de fontes?] Após a morte de Idris II (r. 808–828), seu filho Maomé I (r. 828–836) criou uma federação e entregou o governo das regiões dos huaras ao seu irmão Daúde, que se instalou em Taza.

### Mecnassas, almorávidas e almóadas
Após a queda do Idríssidas, o líder mecnassa Ibn Abi Elafia conquista Taza e funda aí a sua dinastia. Posteriormente conquistou Fez e a maior parte de Marrocos, antes de ser derrotado pelo Califado Fatímida, o que o fez refugiar-se em Taza, onde construiu uma arrábita (mosteiro muçulmano fortificado). Algumas fontes associam a fundação da cidade tal como se conhece hoje à criação deste arrábita.
Em 1074, Taza é conquistada pelo emir almorávida Iúçufe ibne Taxufine. A cidade permanece sob o domínio dos almorávidas até 1132, quando é tomada pelo califa almóada Abde Almumine, que a declara capital provisória do seu reino. Para lutar contra os Benamerim (zenetas originários da regiões préssaarianas que fundarão a dinastia merínida meio século depois), o califa almóada manda construir uma muralha em redor da almedina. A Grande Mesquita de Taza, uma dos melhores exemplos ainda existentes da arquitetura almóada, foi terminada em 1172.

### Merínidas e Saadianos
Com o declínio dos almóadas, os seus sucessores Merínidas ocupam Taza desde 1216 (ou 1248 segundo outras fontes), considerada então «a chave do ferrolho do Gharb», como refere o autor do Bayân:
| “ | Uma vez instalado em Taza, Abu Iáia Abu Becre, príncipe merínida, fez soar os tambores e içar os estandartes. De todas as partes, os chefes das tribos acompanhados, de delegações vieram apresentar-lhe a sua homenagem. Porque ele tinha ocupado antes o cargo de emir no seio das tribos Banu Marin, mas sem tambores nem estandartes. | ” |

A reconstrução da grande mesquita almóada em 1291 é a edificação mais antiga de influência merínida ainda conservada. Outro monumento merínida importante é o madraçal (escola islâmica), situado no méchouar (palácio) construído por Alboácem Ali ibne Otomão (r. 1331–1348) em 1323.
O sultão saadiano Amade Almançor (r. 1578–1603) restaurou as muralhas de Taza e adaptou-as às novas técnicas de guerra de cerco, com o objetivo de barrar invasões dos turcos otomanos provenientes da vizinha Argélia.

### Alauitas e Protetorado Francês
Em 1665, o líder alauita Mulei Arraxide conquistou Taza como parte da estratégia da conquista de Fez, que ocorreria no ano seguinte. Mulei Arraxide, que se tornou o primeiro sultão alauita que ainda hoje governa Marrocos, instalou em Taza a sua capital provisória e ali mandou construir o Dar el Makhzen (palácio real), a sul da cidade.

Em 1803, durante as suas viagens em África e na Ásia, o explorador e espião espanhol Domingo Badía e Leblich (conhecido no Oriente pelo seu pseudónimo e nome falso Ali Bei Alabassi) relata:
| “ | A cidade é rodeada de velhas muralhas e a torre da mesquita ergue-se acima dela como um obelisco. O rochedo é escarpado em alguns locais e coberto de pomares noutros, com hortas que rodeiam a sua base. Num lado existe um pequeno que se precipita, no outro vários regatos que tombam em cascatas, uma ponte arruinada acresce interesse ao quadro; uma quantidade inumerável de rouxinóis, de rolas e outros pássaros fazem deste sítio um local arrebatador. Os vales cobertos de searas abundantes fazem-se crer que os habitantes são mais laboriosos que os dos lados do mar (...) Estive acampado todo o dia e fui à cidade para assistir à oração pública de sexta-feira. A cidade de Taza é a mais linda de todas aquelas que eu vi no império de Marrocos. É a única que o olho não vê ponta de ruínas. As suas ruas são belas, as casas bonitas e pintadas. A principal mesquita é muito grande, bem construída e adornada dum belo vestíbulo. Há vários mercados bem fornecidos, um grande número de lojas e pomares muito belos, a água é excelente e o ar muito puro, os víveres são bons, de preço pouco elevado e em grande abundância; os habitantes pareceram ser gente de espírito. Estas vantagens fazem-me preferir a cidade de Teza a todas as outras cidades do império, mesmo às capitais Fez e Marrocos. | ” |

Em 1902, Rogui Bou Hamara, um notável da corte do sultão Mulei Abdalazize e pretendente ao trono, volta a Marrocos sob uma identidade falsa depois de estar exilado na Argélia. Faz-se passar por Mulei Maomé, irmão do sultão e faz-se proclamar sultão em Taza. Evocando sentimentos piedosos, incita os berberes da região a revoltarem-se contra o verdadeiro sultão e permanece como governante da cidade durante sete anos. Perde o apoio das tribos das montanhas depois de vender concessões mineiras aos espanhóis, sendo capturado em 1909 e fuzilado e queimado em Fez por ordem do sultão Mulei Abdal Hafide.
Nos termos do Tratado de Fez, assinado a 30 de março de 1912, Taza passa a fazer parte do Protetorado Francês de Marrocos a 10 de maio de 1914, uma situação que se manteve até à independência em 1956.

## Monumentos e atrações turísticas
A principal artéria da cidade é animada pelo Mercado de Cereais e os socos (mercados ou zonas comerciais) onde é vendido artesanato berbere, como esteiras, tapetes, joalharia, bijuteria e todo o tipo de artefatos fabricados pelos berberes das montanhas.
A rua termina na antiga praça de armas ao fundo da qual se ergue a Mesquita dos Andaluzes ou Grande Mesquita, originalmente construída pelos almóadas no século XII e um dos mais belos exemplos da arquitetura almóada, a par da Kutubia de Marraquexe e da mesquita de Tinmel, as quais foram inspiradas na de Taza. O minarete, construído no século XII, tem a particularidade de ser mais largo na parte alta do que na base.
A rua Bab el-Qebbour atravessa a Kissaria (mercado coberto), conduzindo depois à Mesquita do Mercado, onde desemboca na porta Bab Jamaa, a entrada principal da cidade velha. Mais a sul, na porta oposta de Bab el-Rih (Porta do Vento), um bastião do século XVI encerra a casbá (fortaleza). As muralhas de Taza, construídas no século XII e reforçadas várias vezes, foram dotadas no século XVI pelo sultão saadiano Amade Almançor de um borj (forte) de 26 metros de lado cuja porta com grade e as casamatas superiores denotam uma clara influência europeia.

### Arredores
- Parque Nacional de Tazekka — Criado em 1950 com uma área inicial de 680 hectares, este parque nacional tinha como objetivo principal proteger os recursos naturais do Jbel Tazekka, uma montanha verdejante que domina a região e cujo cume se ergue a 1 980 m de altitude.

- Gruta Friouato — Uma das grutas mais importantes da região. Situada no Parque Nacional de Tazzerka, tem com numerosas salas

- Buiblane — Situado a cerca de 60 quilómetros de Taza, o Monte Buiblane é uma montanha que é coberta de neve seis meses por ano, o que faz dela uma das zonas com mais neve de Marrocos, quer em quantidade quer em duração. Há planos para a sua exploração turística.

- Ras-El-Ma — Zona montanhosa onde os cumes chegam aos 1 100 m, situa-se a 13 quilómetros da cidade onde existe uma nascente, um ribeiro, cascatas, florestas e grutas. Faz parte de um circuito turístico que engloba vários locais com vocação turística, como Sidi Majbeur, Bab Boudir, Maghraoua, Bab Azhar, Bouiblane, etc.

- Bab-Boudir — Localizada no interior do Parque Nacional de Tazekka, a 30 quilómetros de Taza, destaca-se pelo seu património construído e pelas atividades culturais. Nas imediações há nascentes, florestas e montanhas.

- Bab Marzouka — Situada a uma dezena de quilómetros a oeste de Taza, na estrada de Fez, é uma comuna com elevada densidade populacional, que ocupa um vale panorâmico e fértil que tem como pano de fundo montanhas escarpadas que constituem a continuação do maciço de Tazzeka. . É um centro comercial de primeira importância para os habitantes de Beni Wajjan, Sidi Ahmed ben Ahmed e outras localidades. A população pertence sobretudo a duas tribos: os Ghiata, que falam árabe, e os berberes Béni Warayen.

#### Bouchfaâ
Bouchfaâ é um comuna rural composta de vários douares (aldeias), como Bouchfaâ, Lemrabtine, Aghbal, Ahl Boudriss, etc., faz parte dos territórios da tribo dos Ghiata dos quais também faz parte a a comuna rural de Bouhlou, Bab Marzouka  e parte da de Ghiata Al Gharbiya. A sede da comuna de Bouchfaâ encontra-se em frente ao espaço onde se realiza o soco (mercado semanal), perto de um duplo cotovelo do Uádi Ziregue, afluente do Inaouen.
A população vive  principalmente da criação de uma raça local de caprinos e uma agricultura arcaica. A produção de azeite também tem alguma importância, existindo um lagar privado perto de Bouchfaâ e uma cooperativa em Aghbal. A riqueza florestal (sobretudo de alfarrobeiras e cedros) não é muito explorada.
Segundo uma lenda oral ainda viva, o personagem conhecido pelo nome de Bouhmara, que pretendia o trono entre 1902 e 1908 viveu entre Aghbal e Ahl Boudriss mais tempo do que viveu em Taza, a cidade que utilizou como capital do seu regime efémero.

## Clima
| Dados climatológicos para Taza | Dados climatológicos para Taza | Dados climatológicos para Taza | Dados climatológicos para Taza | Dados climatológicos para Taza | Dados climatológicos para Taza | Dados climatológicos para Taza | Dados climatológicos para Taza | Dados climatológicos para Taza | Dados climatológicos para Taza | Dados climatológicos para Taza | Dados climatológicos para Taza | Dados climatológicos para Taza | Dados climatológicos para Taza |
| Mês                            | Jan                            | Fev                            | Mar                            | Abr                            | Mai                            | Jun                            | Jul                            | Ago                            | Set                            | Out                            | Nov                            | Dez                            | Ano                            |
| ------------------------------ | ------------------------------ | ------------------------------ | ------------------------------ | ------------------------------ | ------------------------------ | ------------------------------ | ------------------------------ | ------------------------------ | ------------------------------ | ------------------------------ | ------------------------------ | ------------------------------ | ------------------------------ |
| Temperatura máxima média (°C)  | 14,4                           | 16,0                           | 18,1                           | 19,9                           | 24,3                           | 29,4                           | 34,9                           | 34,7                           | 30,6                           | 24,2                           | 18,5                           | 14,7                           | 23,3                           |
| Temperatura mínima média (°C)  | 5,4                            | 6,6                            | 7,9                            | 9,6                            | 12,4                           | 16,1                           | 19,6                           | 19,9                           | 17,5                           | 13,4                           | 9,1                            | 6,1                            | 12,0                           |
| Precipitação (mm)              | 109,7                          | 137,3                          | 90,4                           | 94,2                           | 53,8                           | 18,6                           | 8,3                            | 2,6                            | 14,0                           | 48,0                           | 105,1                          | 118,7                          | 800,7                          |
| Dias com chuva                 | 11,9                           | 13,0                           | 10,7                           | 11,5                           | 9,0                            | 4,3                            | 1,8                            | 1,6                            | 4,2                            | 8,0                            | 11,3                           | 12,1                           | 99,4                           |
| Insolação (h)                  | 6,2                            | 6,7                            | 7,4                            | 8,1                            | 9,4                            | 10,3                           | 11,2                           | 10,3                           | 9,0                            | 7,5                            | 6,3                            | 6,0                            | 8,2                            |
| Fonte: Hong Kong Observatory   |                                |                                |                                |                                |                                |                                |                                |                                |                                |                                |                                |                                |                                |